# 捧哏
捧哏是相声中的一个术语。在相声中，有逗哏以及捧哏。与前者不同，捧哏所当担的是“配角”类型的人物，即在逗哏说完一段哏后，捧哏给予评论或者台阶以继续下一个哏。
不同于传统相声，新相声中的捧哏也可以给予笑料。

## 著名捧哏演员
- 郭启儒
- 唐杰忠
- 石富宽
- 冯巩
- 于谦 (相声演员)
- 孙越 (相声演员)

## 其他
- 哏
  - 逗哏
- 新相声